# コンスタンティノス・メンドリノス
コンスタンティノス・"コスタス"・メンドリノス（ギリシア語: Κωνσταντίνος "Κώστας" Μενδρινός, ラテン文字表記: Konstantinos "Kostas" Mendrinos, 1985年5月28日 - ）は、ギリシャ・アテネ出身の元サッカー選手。現役時代のポジションはMF。

## 経歴
オリンピアコスFCのユース出身で、2002年にトップチームに昇格した。その後ギリシャ・スーパーリーグのアトロミトスFC、イオニコスFCへレンタル移籍しオリンピアコスに復帰している。2009年4月27日にクラブと契約を更新せずに退団した。5月27日にPASヤニナFCに加入したが、チームの降格が決まった直後の2010年5月に退団した。
2010年6月15日にアリス・テッサロニキに加入。UEFAヨーロッパリーグのマンチェスター・シティFC戦で八百長に関わったとの報告を受け、翌年6月に解雇された。2011年9月にパナハイキGEに加入し、2012年1月16日にパニオニオスFCに移籍した。2013年末に1年半契約でFCプラタニアスに移籍、2015年5月27日には2017年夏までの契約更新をした。
2017-18シーズンよりスーパーリーグに昇格したアポロン・スミルニFCへ加入することが発表された。

## タイトル
オリンピアコス
- ギリシャ・スーパーリーグ : 2006-07, 2007-08, 2008-09
- キペロ・エラーダス : 2007-08, 2008-09
- ギリシャ・スーパーカップ（英語版） : 2007